# Uroš Bregar
Uroš Bregar (1979. február 22. –) szlovén kézilabdaedző. 2024 márciusától a Győri Audi ETO KC másodedzője.

## Pályafutása
2015-től 2021-ig Szlovénia női kézilabda-válogatottjának szövetségi kapitánya volt, közben 2016-tól 2021-ig a szlovén RK Krim Ljubljana női kézilabdacsapat edzője is.
2021-től Szerbia női kézilabda-válogatottjának szövetségi kapitánya. Párhuzamosan 2021-től 2023-ig a Siófok KC női kézilabdacsapat edzője, 2023-tól 2024-ig a szerb ŽRK Vojvodina női kézilabdacsapat edzője, 2024-től pedig a Győri Audi ETO KC női kézilabdacsapat másodedzője. A szerb válogatott éléről a 2024-es Európa-bajnokságon elért 21. helyezés után menesztették.